# 王才軍
王才軍（おう さいぐん、Caijun Wang、1958年11月22日 - ）は、中国バレエの有名男優。中国国家一級演員。彼は1958年に中華人民共和国の上海に生まれた。北京バレエ舞踊学校出身。